# 沙雀
沙雀（学名：Bucanetes githagineus），是雀形目燕雀科的一种鸟类。
沙雀体重约19.6克，翼长约81.9毫米，嘴峰长约11.3毫米，喙宽度约6.5毫米，喙厚度约8.8毫米，跗蹠长约16.2毫米，尾长约53.1毫米。沙雀是部分迁徙的鸟类，其栖息在开放的沙漠中，食性为草食性，主要食物来源是植物的干果或种子。

## 亚种
- ：分布于加那利群岛。
- ：分布于毛里塔尼亚至摩洛哥、突尼斯和阿尔及利亚。
- ：分布于埃及南部至苏丹北部。
- ：分布于以色列至阿拉伯地区、伊拉克、伊朗、阿富汗和巴基斯坦。[4]